# Cecylia Beydale
Cecylia Beydale (ur. 1787 w Paryżu, zm. 21 lipca 1851 w Paryżu) – nieślubna córka żony księcia Adama Kazimierza Czartoryskiego, Izabeli Czartoryskiej i pisarza polnego koronnego Kazimierza Rzewuskiego.

## Życiorys
Cecylia Beydale urodziła się w Paryżu i tam przez kilka lat była wychowywana przez nieznaną bliżej Francuzkę. Swoje nazwisko zawdzięczała swemu ojcu Kazimierzowi Rzewuskiemu, który pochodził z podlaskiej rodziny Beydów. Cecylia nie mogła zostać oficjalnie uznana przez Izabelą Czartoryską za córkę, ponieważ w okresie poprzedzającym narodziny dziecka Izabela i jej mąż Adam Kazimierz od dłuższego czasu przebywali oddzielnie. Po rewolucji francuskiej Beydale została przywieziona do pałacu Czartoryskich w Puławach, gdzie została wychowanicą swej przyrodniej siostry Marii. Cecylia umiała grać na fortepianie, a swój wolny czas spędzała na jeździe konnej. 
W Cecylii Beydale zakochał się z wzajemnością owdowiały we wrześniu 1808 przyrodni brat Konstanty Adam Czartoryski. Zarówno Cecylia jak i Konstanty nie byli świadomi łączącego ich pokrewieństwa. Ujawnienie rodzinnej tajemnicy przez Izabelę Czartoryską uniemożliwiło im zawarcie związku małżeńskiego. Po tym wydarzeniu u Cecylii zaczęły występować pierwsze oznaki choroby psychicznej, a kolejne propozycje małżeńskie między innymi ze strony ministra skarbu Księstwa Warszawskiego Tadeusza Matuszewicza i oficera napoleońskiego Jana Skrzyneckiego były przez nią odrzucane. Od lipca 1816 do czerwca 1818 Cecylia Beydale odbyła wraz z przyrodnią siostrą Marią wielką podróż zagraniczną przez Śląsk, Czechy, Austrię, Włochy i Szwajcarię. W 1820 otrzymała od swojego zmarłego ojca pokaźny spadek, który w późniejszym czasie stanowił główne źródło utrzymania Cecylii i Marii, której rodzinne posiadłości zostały w okresie powstania listopadowego zajęte przez wojska rosyjskie.
W 1838 Cecylia zamieszkała wraz ze swoją siostrą i opiekunką Marią w Paryżu w rezydencji Hôtel Lambert, która w 1842 stała się własnością rodziny Czartoryskich. Tam Cecylia Beydale zmarła 21 lipca 1851 i została pochowana na cmentarzu w Montmorency. Trzy lata później w tym samym grobowcu pochowano Marię Czartoryską. Kilka lat później zwłoki obydwu kobiet zostały przeniesione do mauzoleum Czartoryskich w Sieniawie.